# Space Gypsy
Space Gypsy je studiové album britského hudebníka Nika Turnera, vydané v září 2013 u vydavatelství Cleopatra Records. Album vyšlo ve třech verzích; na gramofonové LP desce, CD a také jako deluxe edice doplněná o druhý disk obsahující alternativní verze písní a několik dalších písní. Před vydáním alba samotného vyšel singl „Fallen Angel STS-51-L“ (na B-straně byla píseň „Eternity“). Vedle dalších hudebníků se na albu podílel také kytarista Steve Hillage, který s Turnerem spolupracoval v sedmdesátých letech; zde hraje v písni „Anti-Matter“. Dále zde hraje například houslista Simon House, který – stejně jako Turner – dříve působil ve skupině Hawkwind. Dále jsou to například kytarista Nicky Garratt ze skupiny UK Subs nebo kytarista Jürgen Engler z kapely Die Krupps. Album produkoval Jürgen Engler.

## Seznam skladeb
| Pořadí | Název                 | Délka |
| ------ | --------------------- | ----- |
| 1.     | Fallen Angel STS-51-L | 4:56  |
| 2.     | Joker's Song          | 3:50  |
| 3.     | Time Crypt            | 5:31  |
| 4.     | Galaxy Rise           | 4:07  |
| 5.     | Coming of the Maya    | 8:23  |
| 6.     | We Ride the Timewinds | 3:42  |
| 7.     | Eternity              | 3:58  |
| 8.     | Anti-Matter           | 4:57  |
| 9.     | The Visitor           | 6:59  |
| 10.    | Something's Not Right | 4:03  |

## Obsazení
- Nik Turner – zpěv, flétna, saxofon
- Jürgen Engler – kytara, mellotron, Moog syntezátor
- Nicky Garratt – kytara
- Steve Hillage – kytara
- Simon House – housle
- Chris Leitz – mellotron
- Jeff Piccinini – baskytara
- Jason Willer – bicí, perkuse